# Olszóweczka miodowożółta

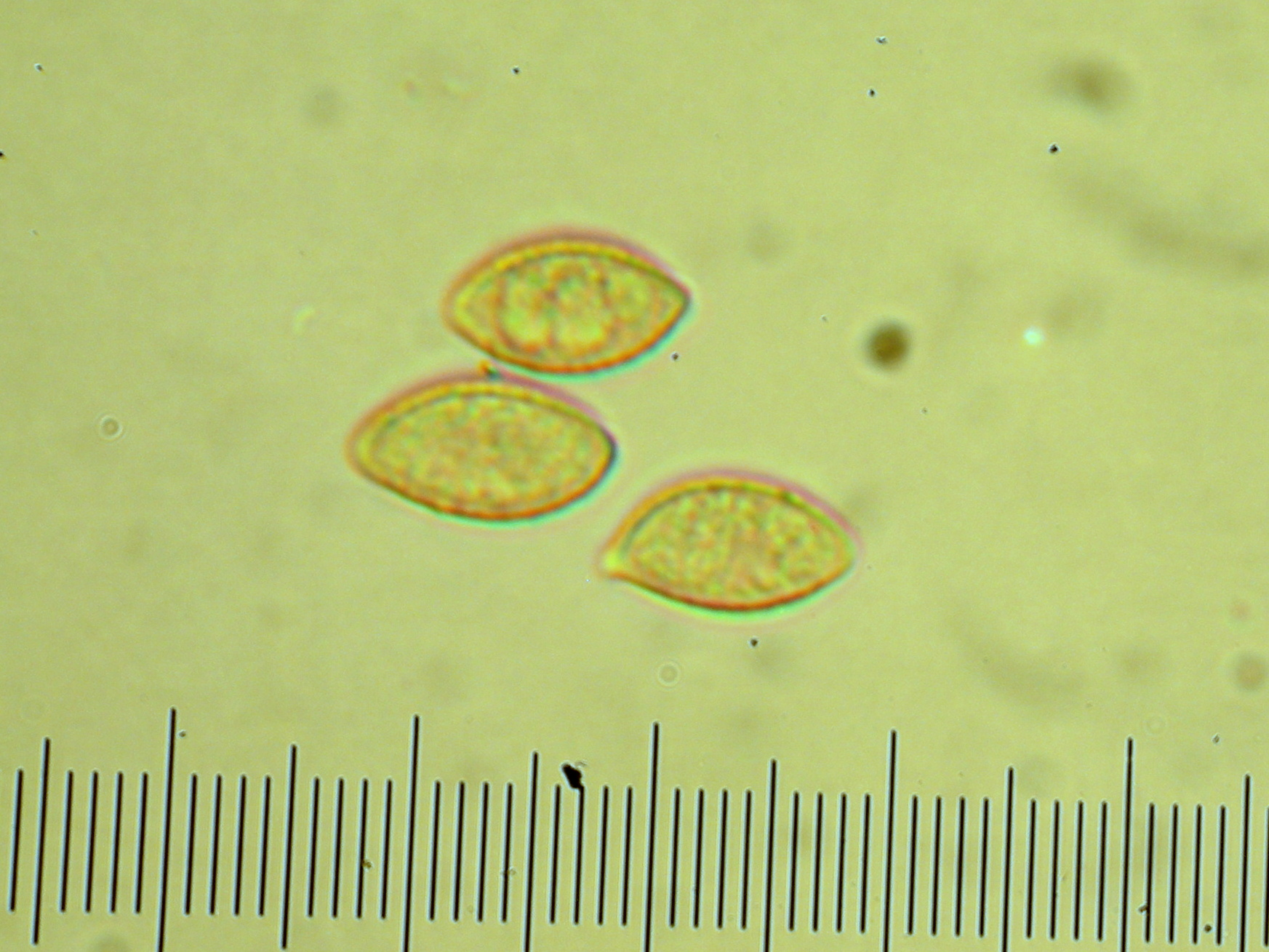
Zarodniki

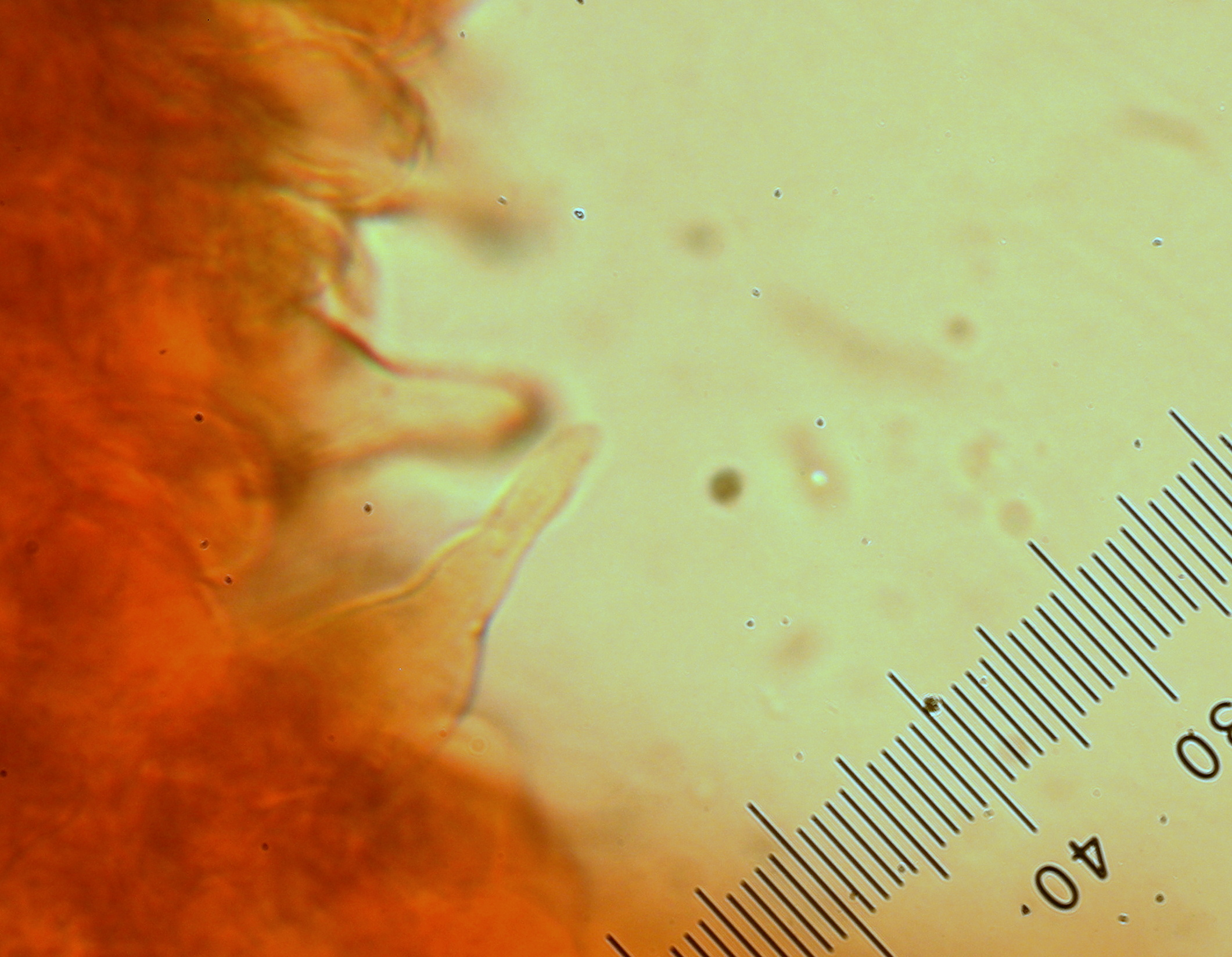
Cheilocystydy

Olszóweczka miodowożółta (Naucoria escharioides (Fr.) P. Kumm.) – gatunek grzybów należący do rodziny podziemniczkowatych (Hymenogastraceae).

## Systematyka i nazewnictwo
Pozycja w klasyfikacji według Index Fungorum: Naucoria, Hymenogastraceae, Agaricales, Agaricomycetidae, Agaricomycetes, Agaricomycotina, Basidiomycota, Fungi.
Po raz pierwszy takson ten zdiagnozował w 1818 roku Elias Fries nadając mu nazwę Agaricus escharioides. Obecną, uznaną przez Index Fungorum nazwę, nadał mu w 1871 roku Paul Kummer.
Synonimy:

- Agaricus escharioides Fr. 1818
- Agaricus escharioides var. naucosus Fr. 1818
- Alnicola escharioides (Fr.) Romagn. 1944
- Hylophila escharioides (Fr.) Quél. 1886[2].

Nazwę polską zaproponował Władysław Wojewoda w 2003 r.

## Morfologia
Kapelusz
Średnica 5–30 mm, początkowo wypukły, później płaski, czasem z szerokim i tępym guzkiem, cienki, słabo higroskopijny, w stanie wilgotnym miodowożółty, ochrowy, zwykle w środku nieco ciemniejszy, w stanie suchym jaśniejszy, na brzegu nawet białawy. Powierzchnia filcowata (przez szkło powiększające), brzeg ostry, co najwyżej lekko prążkowany.
Blaszki
Grube, kremowe, bladożółte do ochrowych, w stanie dojrzałym czasem z oliwkowym odcieniem.
Trzon
Wysokość 30–70 mm, grubość 1,5–4 mm, czasem pusty. Powierzchnia włóknista, początkowo żółtawa, później stopniowo brązowiejąca od nasady.
Miąższ
Cienki o niewyraźnym lub lekko rzodkiewkowym zapachu i łagodnym lub nieco gorzkawym smaku.
Wysyp zarodników
Rdzawy.
Cechy mikroskopowe
Zarodniki wrzecionowate lub wąsko migdałowate, o wymiarach 9–12,5 × 4,5–6,5 µm, brodawkowate. Cheilocystydy wąsko butelkowate, o wymiarach 30–50 × 4–12 µm, czasami z główkowatymi wierzchołkami.
Gatunki podobne
Na podobnych siedliskach, czasem razem z olszóweczką miodowożółtą, występuje olszóweczka szerokoblaszkowa (Naucoria scolecina). Jest bardziej rdzawa, ma prążkowany brzeg kapelusza, cieńsze łuski i nieco dłuższe zarodniki. Podobna jest także olszóweczka włóknista (Naucoria luteolofibrillosa) z kapeluszem obwieszonym białawymi włóknami osłonyoraz cheilocystydami jedynie wąsko butelkowatymi, nie główkowatymi.

## Występowanie i siedlisko
W Europie olszóweczka miodowożółta jest szeroko rozprzestrzeniona i podano wiele jej stanowisk. Podano jej występowanie także w Ameryce Północnej, Rosji i na Nowej Zelandii. W piśmiennictwie naukowym na terenie Polski podano wiele stanowisk.
Naziemny saprotrof. Występuje w lasach liściastych, na torfowiskach, w parkach wśród opadłych liści, głównie pod olszami. Owocniki pojawiają się zwykle od lipca do października. Preferuje wilgotne siedliska nad strumieniami, często wśród mchów.